# Rrasë
Rrasë es un antiguo municipio albanés, constituido desde 2015 como una de las unidades administrativas del municipio de Belsh en el condado de Elbasan. La población de la unidad administrativa es de 1594 habitantes (censo de 2011).
Se ubica unos 5 km al oeste de la capital municipal Belsh.
La unidad administrativa contiene las siguientes localidades:
- Guri i Bardhë
- Rrasë e Poshtme
- Rrasë e Sipërme
- Shegas